# Mwaro
Mwaro è una città del Burundi centro occidentale. È la capitale della provincia di Mwaro.